# Vaddkaktus
Vaddkaktus (Pilosocereus leucocephalus) är en suckulent växt inom släktet Pilosocereus och familjen kaktusar. 

## Beskrivning
Vaddkaktus är pelarkaktusar som grenar sig rikt. De flesta växer ganska upprätt, en del upp till 9 meters höjd, med en diameter på 30 centimeter. En del utvecklar tjocka grenar vid basen och har starkt markerade åsar, 7-30 stycken, och areolerna sitter oftast ganska tätt och är mycket ulliga. Ullen eller håret är ibland ganska långt och i regel vitt. Antalet taggar per areol kan skifta från 10 till 25. En del är radiära och breder till en viss grad ut sig mot växtkroppen, ungefär tio kan kallas centrala. Alla taggarna är ganska fina, vanligen vita, grå eller bruna och är 2,5-7,5 centimeter långa. När stammen är fullvuxen, utvecklar areolerna mycket mera hår eller ull. Ibland uppstår detta på ena sidan av en stam och i andra fall runt om stammen på en viss nivå. Blomknopparna kommer fram ur ullen i areolerna och är öppna bara över en natt. De är i regel klockformade och jämfört med många andra kaktusar är kronbladen mycket korta. Blomfärgen är vitaktig rosa. Frukten är klotrund, 2,5—5 centimeter i diameter.
Blomresterna sitter kvar på frukten. När den är mogen öppnar den sig, nästan som en blomma, men fortfarande sitter den ganska hårt fast på plantan. De små svarta fröna sitter ofta spridda i den klart purpurfärgade kärnan eller i fruktköttet. 

## Förekomst
Pilosocereus är en ganska stor växtgrupp som har stor utbredning. Från Floridas sydspets, genom de flesta av de Västindiska öarna, nordöstra Mexiko, ner till Ecuador och de östligaste delarna av Brasilien. Miljön de växer i varierar också mycket, men många arter växer på havsnivå eller nära den, under varma och fuktiga miljöförhållanden, vilket ger en uppfattning om odlingskraven.

## Odling
De flesta Pilosocereus är mycket lätta att dra upp från både frön och sticklingar. De kräver med bara några få undantag, en jord som består av 50% humus, eller mer, och resten sand. Riklig bevattning från vår till höst. När de är unga bör de stå under lätt skuggat glas. Äldre plantor kan stå i fullt solljus då de har tillräckligt mycket skyddande taggar och ull. Precis som Corryocactus trivs de bäst som friplanterade. På vintern är det säkrast med en minimitemperatur på 10°C och de bör hållas torra.